# Северные воды
«Северные воды» (англ. The North Water) — британский художественный мини-сериал по одноимённому роману Иэна Макгвайра 2016 года (на русском языке книга вышла под названием «Последний кит. В северных водах»). Главные роли в нём сыграли Джек О’Коннел, Колин Фаррелл, Стивен Грэм, Сэм Спруэлл. Премьера состоялась 15 июля 2021 года. Сериал не имел успеха у зрителей, но был высоко оценён критиками.

## Сюжет
Действие сериала начинается в 1859 году. Китобойное судно «Доброволец» отправляется из Халла в Канадскую Арктику. Судовым врачом на него устраивается Патрик Самнер — военный хирург, ветеран войны с сипаями, уволенный из армии без пенсии и пытающийся забыть пережитый ужас с помощью лауданума. Помощник капитана Майкл Кавендиш и звероподобный гарпунщик Генри Дрекс начинают строить против него козни, чтобы завладеть драгоценным кольцом. Тем временем капитан «Добровольца» Браунли планирует устроить во льдах кораблекрушение, чтобы разделить с судовладельцем Бакстером страховку в 12 тысяч фунтов стерлингов.
В ходе плавания неизвестный насилует, а потом убивает юнгу Джозефа Ханну. Самнер выясняет, что это сделал Дрекс. Тот убивает капитана, прежде чем удаётся его связать. «Доброволец», заплывший далеко на север, погибает во льдах, когда Кавендиш прорубает дно топором. Команда высаживается на льдину, но второй корабль, который должен был всех спасти, исчезает. Группа выживших добирается в шлюпках до ближайшего острова. Неожиданное появление двух охотников-эскимосов спасает моряков от голодной смерти, но Дрексу удаётся освободиться от оков, после чего он скрывается в последней шлюпке, убив аборигенов и Кавендиша. Ещё трое выживших отправляются за помощью пешком. На острове остаются только Самнер и моряк по имени Отто, видевший когда-то во сне, что Самнер выживет в ходе экспедиции, но будет проглочен медведем.
Самнер в одиночку выслеживает белого медведя, убивает его и залезает ему в брюхо. Он приходит в себя в доме белого миссионера, живущего на Баффиновой земле среди инуитов. После зимовки на севере Самнер возвращается в Халл и приходит к Бакстеру. Тот обещает ему место врача в Лондоне, а сам поручает Дрексу, прибывшему ещё раньше, убить Самнера. В схватке хирург убивает Дрекса. Потом он застреливает Бакстера и забирает все деньги из его сейфа. В финальной сцене Самнер, пришедший в берлинский зоосад, смотрит на белого медведя, похожего на убитого им на Баффиновой земле.

## В ролях
- Колин Фаррелл — Генри Дрекс
- Джек О’Коннел — Патрик Самнер
- Стивен Грэм — капитан Броунли
- Том Кортни — судовладелец Бакстер
- Питер Маллан — священник
- Сэм Спруэлл — Майкл Кавендиш
- Джонатан Айрис — Корбин
- Дэвид Прошо — Уильям Харпер
- Марк Роули — Бэйн
- Стивен Макмиллан — Джозеф Ханна
- Пол Бреннен — капитан Морвуд
- Роланд Мюллер — Отто
- Киаран Уркварт — Джонс
- Натар Унгалаак — старик-эскимос
- Джерри Лайза — молодой эскимос
- Ипелли Утува — Урганг
- Нив Нилсен — Анна
- Риши Куппа — Гаурав

## Создание и оценки
Работа над сериалом началась в конце 2016 года. В феврале 2019 года стало известно, что Генри Дрекса сыграет Колин Фаррелл. Съёмки начались в октябре 2019 года; они шли в Венгрии на озере Балатон, где прежде снимался сериал «Террор» (2018), и на Шпицбергене. Премьера состоялась 15 июля 2021 года.
Сериал остался практически не замечен зрителями, хотя, по словам обозревателя «Фильм.ру», «на бумаге выглядит как стопроцентный хит». Кристина Ньюланд из BBC написала в своей рецензии, что «Северные воды» заслуживают интереса и высоких оценок со стороны критиков. На сайте-агрегаторе рецензий Rotten Tomatoes сериал получил рейтинг 95 % со средней оценкой 7,4 из 10, причём критики с этого ресурса особо отметили мрачную атмосферу и сильную игру Джека О’Коннелла и Колина Фаррелла. На сайте Metacritic «Северные воды» получили 74 балла из 100, что указывает на «в целом положительные отзывы».
Обозреватель «Российской газеты» констатировал, что режиссёр Эндрю Хэй разглядел в посредственном романе Макгуайра «ярких персонажей и гигантскую киногеничность фактуры», что он создал брутальное повествование, не скатившись в «эксплуатационный трэш». Рецензент «Коммерсанта» отметил живописность сериала, снятого на натуре (в отличие от близкого по тематике «Террора»). Обозреватель «Кинорепортера» пишет, что «стилистика и работа с фактурой прекрасны, а атмосфера настолько густая, что ее можно черпать ложкой». Автор рецензии для «Афиши.ру» охарактеризовал «Северные воды» как «старомодный экзистенциальный триллер», который «и захватывает медвежьей хваткой, и успевает поцарапать сердце гарпуном». Критики высоко оценили работу Колина Фаррелла, многие провели параллели между «Северными водами» с одной стороны, «Моби Диком» и «Сердцем тьмы» с другой.